# Gala Porras-Kim
Gala Porras-Kim (Bogotá, 1984) es una artista interdisciplinar contemporánea que vive y trabaja en Los Ángeles. Su obra se ha expuesto en Whitney, LACMA y Museo Hammer. Gran parte de su trabajo trata sobre el tiempo y como este influye en la forma de percibir los objetos. En marzo de 2022, fue portada de Artforum por su trabajo en Amant, Nueva York.

## Trayectoria
En 2017 recibió el Premio Artadia y en 2015 los premios Creative Capital y Tiffany Foundation. En 2019 participó en la Bienal de Whitney  y  en octubre de ese mismo año fue comisaria de una muestra en el Museo de Arte Contemporáneo de Los Ángeles. Como becaria del Museo Peabody de Arqueología y Etnología de la Universidad de Harvard, Porras-Kim estudió objetos de sitios arqueológicos en México. Su trabajo como artista residente en el Getty Center consiste en investigar "los contextos sociales y políticos que influyen en cómo el lenguaje y la historia se cruzan con el arte". En marzo de 2022, Porras-Kim fue portada de Artforum por su trabajo en Amant, Nueva York.

## Obra
Gala utiliza un contexto social y político que influye en la representación del lenguaje y la historia para crear objetos de arte a través del proceso de aprendizaje.